# SpVgg Neckarelz
Spielvereinigung Neckarelz e.V. é uma agremiação esportiva alemã, fundada em junho de 1921, sediada em Neckarelz, no estado de Baden-Württemberg.
O futebol é apenas parte de uma associação que compreende outros esportes, tais quais, ginástica, handebol, ginástica para crianças, esportes de cadeira de rodas, tênis de mesa.

## História
O clube foi estabelecido em junho de 1921 como Fußballverein Neckarelz, mas mudou de denominação para Spielvereinigung Neckarelz em abril de 1930.
Chegou ao seu mais alto nível quando avançou à Amateurliga Nordbaden (III) em 1974. Jogou quatro temporadas nesse módulo até não conseguir se classificar para a nova Amateuroberliga Baden-Württemberg, formada em 1979, a partir dos quatro circuitos separados então existentes no estado. Seu melhor resultado foi um 6º lugar em 1977. O SpVgg já participou por duas vezes da Copa da Alemanha. Capitulou na primeira fase diante do Freiburger FC, em 1979, ao perder por 6 a 1, e, em 2010, foi derrotado também na abertura, pelo Bayern de Munique por 3 a 1.
Após vencer a Verbandsliga (VI), em 2010, o Neckarelz passou a fazer parte da Oberliga Baden-Württemberg (V).

## Títulos
- Verbandsliga Nordbaden
  - Campeão: 2010;
  - Vice-campeão: 1979;
- Landesliga Odenwald
  - Campeão: 2006;
  - Vice-campeão: 2004;
- North Baden Cup
  - Campeão: 2009;
  - Vice-campeão: 2012;

## Cronologia recente
| Temporada | Divisão                    | Módulo | Posição |
| 1999–2000 |                            |        |         |
| 2000–01   |                            |        |         |
| 2001–02   |                            |        |         |
| 2002–03   |                            |        |         |
| 2003–04   | Landesliga Odenwald        | VI     | 2º ↑    |
| 2004–05   | Verbandsliga Nordbaden     | V      | 17º ↓   |
| 2005–06   | Landesliga Odenwald        | VI     | 1º ↑    |
| 2006–07   | Verbandsliga Nordbaden     | V      | 14º     |
| 2007–08   | Verbandsliga Nordbaden     | V      | 9th     |
| 2008–09   | Verbandsliga Nordbaden     | VI     | 4º      |
| 2009–10   | Verbandsliga Nordbaden     | VI     | 1º ↑    |
| 2010–11   | Oberliga Baden-Württemberg | V      | 4º      |
| 2011–12   | Oberliga Baden-Württemberg | V      | 3rd     |
| 2012–13   | Oberliga Baden-Württemberg | V      | º       |